# Franklin E. Brooks

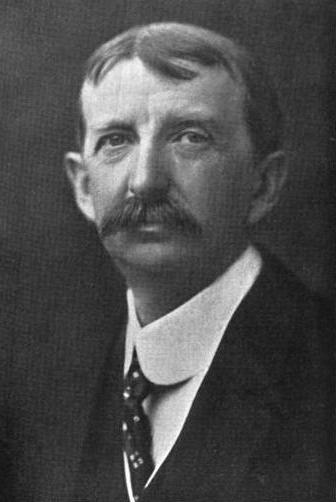
Franklin E. Brooks

Franklin Eli Brooks (* 19. November 1860 in Sturbridge, Worcester County, Massachusetts; † 7. Februar 1916 in St. Augustine, Florida) war ein US-amerikanischer Politiker. Zwischen 1903 und 1907 vertrat er den dritten Wahlbezirk des Bundesstaates Colorado im US-Repräsentantenhaus.

## Werdegang
Franklin Brooks besuchte die öffentlichen Schulen seiner Heimat und danach bis 1879 die Southbridge High School. Anschließend studierte er bis 1883 an der Brown University in Providence (Rhode Island). In den folgenden Jahren arbeitete Brooks als Lehrer, ehe er in den Jahren 1887 und 1888 an der Boston University Jura studierte. Nach seiner im Jahr 1888 erfolgten Zulassung als Rechtsanwalt begann er in Boston in diesem Beruf zu arbeiten.
Im Jahr 1891 zog Brooks nach Colorado Springs, wo er ebenfalls als Anwalt praktizierte. Er wurde Mitglied der Republikanischen Partei, deren regionale Parteitage in Colorado er in den Jahren 1900 und 1907 als Delegierter besuchte; 1907 war er Vorsitzender des Parteitags. Bei den Kongresswahlen des Jahres 1902 wurde Brooks für den neugeschaffenen dritten Distrikt von Colorado in das US-Repräsentantenhaus in Washington gewählt. Dort konnte er nach einer Wiederwahl im Jahr 1904 zwischen dem 4. März 1903 und dem 3. März 1907 zwei Legislaturperioden absolvieren. 1906 verzichtete Brooks auf eine weitere Kandidatur.
Nach dem Ende seiner Zeit im Kongress arbeitete Brooks wieder als Anwalt in Colorado Springs. Mehr und mehr widmete er sich dann der Landerschließung. Er wurde Präsident der Costilla Estates Development Company. Außerdem wurde er Mitglied im Landwirtschaftsausschuss des Staates Colorado und war Kurator des State Agricultural College sowie der Brown University. Franklin Brooks verstarb im Februar 1916 und wurde in Colorado Springs beigesetzt.